# Гадмен
Гадмен (нем. Gadmen) — бывшая коммуна в Швейцарии, в кантоне Берн.
До 2009 года входила в состав округа Оберхасли, с 2010 года — в Интерлакен-Оберхасли. 1 января 2014 года вошла в состав коммуны Иннерткирхен.
Население составляет 259 человек (на 31 декабря 2006 года). Официальный код — 0781.

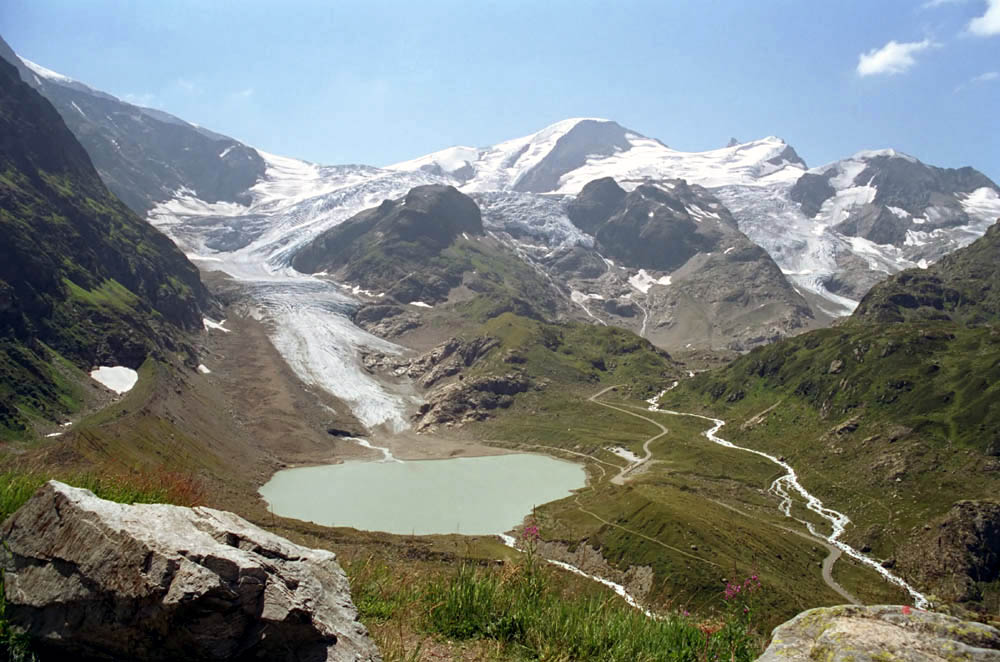
Гадмен